# Otto von Schweingel

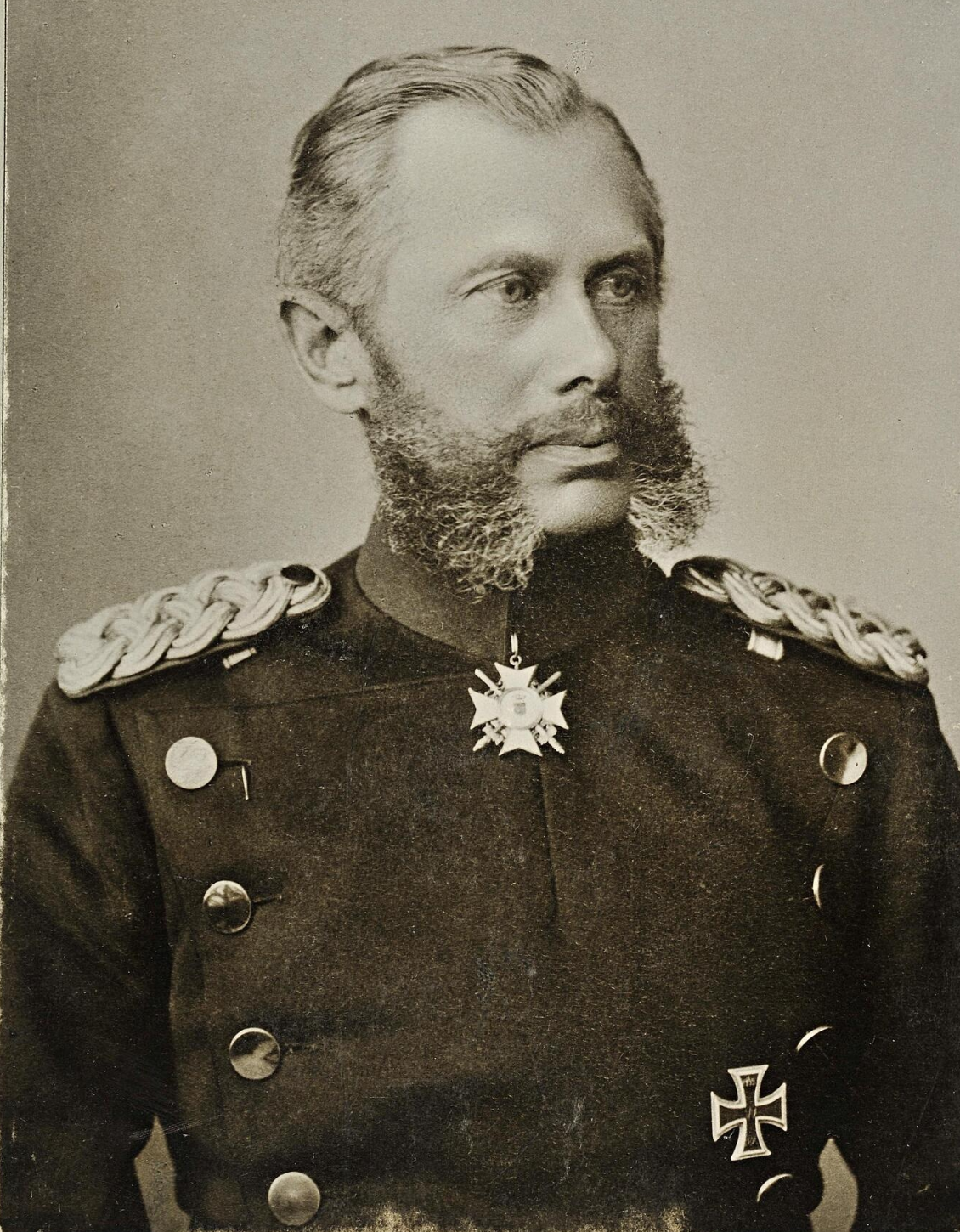
Otto von Schweingel

Otto Schweingel, seit 1876 von Schweingel (* 18. Juni 1830 in Schweta bei Mügeln; † 2. Januar 1905 in Dresden) war ein sächsischer General der Artillerie.

## Leben

### Herkunft
Schweingel war bürgerlicher Herkunft und Sohn des Pfarrers Friedrich August Schweingel aus Schweta.

### Militärkarriere
Schweingel besuchte von 1845 bis 1849 die Königliche Polytechnische Schule in Dresden. Er trat am 1. Juli 1849 als Portepeefähnrich in das Fußartillerie-Regiment der sächsischen Armee ein und avancierte am 1. November desselben Jahres zum Leutnant. In den folgenden Jahren wurde er am 3. Oktober 1856 zum Oberleutnant bei der reitenden Artillerie-Brigade und Adjutant der 1. Fußartillerie-Brigade befördert. Am 31. Juli 1861 wurde er Adjutant beim Artillerie-Korpskommando und in dieser Eigenschaft am 19. April 1866 zum Hauptmann befördert. In dieser Stellung nahm Schweingel im gleichen Jahr während des Krieges gegen Preußen an den Schlachten bei Gitschin und Königgrätz teil. Dafür erhielt er die Erlaubnis zur Annahme des Ordens der Eisernen Krone III. Klasse mit Kriegsdekoration.
Nach Kriegsende diente er einige Monate als Chef der 8. Batterie in Freiberg und wurde am 1. Oktober 1867 in den Generalstab nach Dresden versetzt. Auch wurde er von Oktober 1868 bis 1869 zum Großen Generalstab der Preußischen Armee nach Berlin kommandiert. Er wurde am 6. Mai 1870 zum Major befördert und nahm als Generalstabsoffizier des Armee-Korps am folgenden Kriegs gegen Frankreich teil. Schweingel konnte sich so während der Schlacht bei Gravelotte auszeichnen und wurde zum Oberkommando der Maasarmee berufen, wo er mit der Bearbeitung von Operationsplänen vertraut wurde. In dieser Eigenschaft nahm er an den Schlachten bei Verdun, Beaumont, Sedan und der Belagerung von Paris teil. Er wurde für seine Verdienste mit dem Ritterkreuz des Militär-St.-Heinrichs-Ordens und beiden Klassen des Eisernen Kreuzes ausgezeichnet.
Er wurde am 19. März 1874 zum Oberstleutnant befördert und am 13. September 1876 mit Adelsdiplom vom 20. November des Jahres in Anerkennung seiner Verdienste durch König Albert in den erblichen sächsischen Adelsstand erhoben. Am 20. März 1878 wurde er Kommandeur des Fußartillerie-Regiments Nr. 12 und in dieser Eigenschaft am 17. Juni desselben Jahres zum Oberst befördert. Am 26. Februar 1880 wurde Kommandeur des 2. Feldartillerie-Regiments Nr. 28 und einen Monat später in gleicher Eigenschaft zum 1. Feldartillerie-Regiment Nr. 12 versetzt. Nachdem er am 12. März 1885 zum Generalmajor befördert wurde, übernahm er die Artillerie-Brigade Nr. 12. Unter Beförderung zum Generalleutnant avancierte er am 1. Februar 1889 zum Kommandeur der 3. Division Nr. 32. In Genehmigung seines Abschiedsgesuches wurde Schweingel mit Pension und der Erlaubnis zum Tragen der Generalsuniform mit den vorgeschriebenen Abzeichen am 27. November 1890 zur Disposition gestellt. Aus diesem Anlass wurde ihm das Großkreuz des Verdienstordens verliehen. Am 16. Oktober 1893 erhielt er aus Anlass des 50-jährigen Militärdienstjubiläums von König Albert den Charakter als General der Artillerie.

### Familie
Er heiratete Ida Creutznach und bekam einen Sohn, Curt von Schweingel.